# Jean Carlos Vicente
Jean Carlos Vicente (15 de febrero de 1992, Cornélio Procópio, Brasil) es un futbolista brasileño. Juega de mediocampista y su equipo actual es el Criciúma E.C. del Campeonato Brasileño de Serie B.

## Trayectoria
Futbolista que debutó en 2010 con la camiseta del Palmeiras.
En la final del Campeonato Pernambucano 2022 se vio envuelto en un escándalo, luego de ser expulsado por la referí Deborah Cecilia al promediar el primer tiempo por una agresión a un jugador del rival Retrô -decisión que fue corroborada por el VAR- Vicente reclamó airadamente haciendo movimientos ampulosos con el brazo izquierdo. Tuvo que ser detenido por compañeros, rivales y uno de los jueces de línea. El partido finalmente se reanudó sin Vicente, lo que no impidió a su equipo ganar la final.

## Clubes
| Club                  | País   | Temporada       |
| --------------------- | ------ | --------------- |
| Palmeiras             | Brasil | 2010-2013       |
| São Bernardo          | Brasil | 2013-2017       |
| Vila Nova-GO (prést.) | Brasil | 2016            |
| São Paulo (prést.)    | Brasil | 2016            |
| Goiás (prést.)        | Brasil | 2017            |
| Novorizontino         | Brasil | 2018            |
| Coritiba              | Brasil | 2018            |
| Mirassol              | Brasil | 2019            |
| Náutico               | Brasil | 2019-2022       |
| Ceará                 | Brasil | 2023            |
| Juventude             | Brasil | 2024-2025       |
| Criciúma              | Brasil | 2025-actualidad |

## Palmarés

### Campeonatos regionales
| Título                      | Club    | Región     | Año  |
| --------------------------- | ------- | ---------- | ---- |
| Campeonato Goiano (1)       | Goiás   | Goiás      | 2017 |
| Campeonato Pernambucano (1) | Náutico | Pernambuco | 2021 |
| Campeonato Pernambucano (2) | Náutico | Pernambuco | 2022 |
| Copa do Nordeste (1)        | Ceará   | Nordeste   | 2023 |

### Campeonatos nacionales
| Título                              | Club    | País   | Año  |
| ----------------------------------- | ------- | ------ | ---- |
| Campeonato Brasileño de Serie C (1) | Náutico | Brasil | 2019 |